# Амблиопия
Амблиопия, «ленивый глаз» (от др.-греч. ἀμβλύς — тупой и ὄψ, ὀπός — глаз) — различные по происхождению формы понижения зрения, причиной которого преимущественно являются функциональные расстройства зрительного анализатора, не поддающиеся коррекции с помощью очков или контактных линз. Частота амблиопии — около 1—1,5 % в общей популяции.

## Классификация
- Анизометропическая — развивается при значительном различии преломляющей способности левого и правого глаза.
- Депривационная (amblyopia ex anopsia), обскурационная — следствие зрительной депривации одного глаза, вызванной врождёнными аномалиями (например, помутнение роговицы, катаракта). Характерно сохранение пониженного зрения после ликвидации помутнений.
- Дисбинокулярная — развивается при косоглазии: мозг «учитывает» информацию, поступающую лишь от одного глаза, для подавления двоения.
- Истерическая (амавроз истерический, психогенная слепота) — при истерии, часто в сочетании с другими функциональными расстройствами зрительного анализатора (нарушение цветоощущения, сужение полей зрения, светобоязнь и т. д.)
- Рефракционная — при некорригированном нарушении рефракции, приводящем к нечёткой фокусировке объектов одним или обоими глазами.

Генетические аспекты: если один из родителей имеет амблиопию в анамнезе, вероятность развития её у ребёнка повышена. Ряд наследуемых заболеваний сопровождается амблиопией:
- синдром Бенче: асимметричная лицевая гиперплазия, косоглазие;
- реципрокная сбалансированная транслокация; отставание умственного развития, низкий рост;
- синдром Кауфмана;
- офтальмоплегия с птозом и миозом.

## Факторы риска
Амблиопия возникает одинаково часто у людей, в чьем роду были больные косоглазием, и у тех, у кого таких родственников нет.

## Диагностика
Обследование для выявления асимметрии рефракции, нарушений функций отводящих и приводящих мышц глазных яблок (амблиопия при косоглазии), определения истинной остроты зрения каждого глаза по отдельности.
Необходимы также исследование щелевой лампой и осмотр глазного дна для исключения органической причины снижения остроты зрения. Диагноз амблиопии ставят только после исключения всех органических нарушений, способных снижать остроту зрения. Все дети дошкольного возраста должны пройти полное офтальмологическое обследование, причём каждый глаз необходимо обследовать отдельно. Детям с амблиопией или косоглазием в семейном анамнезе показано специальное обследование у окулиста.

## Лечение

### Тактика ведения
Для получения максимальных результатов лечения амблиопии необходима коррекция имеющейся аномалии рефракции. Полноценная коррекция необходима для получения отчетливых изображений на сетчатке, что является необходимым условием для лечения амблиопий. Одновременно больному назначается прямая окклюзия ведущего глаза. Прямая окклюзия тотальная и длительная. В условиях прямой окклюзии исключаются конкурентные тормозящие влияния ведущего глаза. Повторные определения остроты зрения проводятся ежемесячно. Длительность окклюзии диктуется динамикой изменения остроты зрения амблиопичного глаза. Если в течение 2 месяцев отсутствует положительная динамика дальнейшее продолжение прямой окклюзии нецелесообразно.

### Осложнения
При несвоевременном лечении возможно значительное постоянное снижение остроты зрения.

### Лечение и прогноз
Амблиопия в некоторых случаях поддаётся лечению при условии, что диагноз поставлен на ранних стадиях заболевания. Коррекция рефракции и хирургическое исправление положения глазного яблока иногда могут позволить нормализовать зрение. Развитие зрения происходит в детском и подростковом возрасте, поэтому лечение амблиопии может быть эффективно примерно до 12-летнего возраста. Лечение амблиопии наиболее эффективно в ранние сроки. Принципы существующих методик, целью которых является повышение остроты зрения, состоят в устранении конкурентных влияний ведущего глаза с помощью длительной прямой окклюзии ведущего глаза, а также в стимуляции функции фовеалярной области амблиопичного глаза. Существующая технология лечения основана на эффекте нейропластичности. Компьютерная программа демонстрирует пациенту специально созданные стимулы на основе пятна Габора. В результате прохождения курса лечения возможно небольшое улучшение остроты зрения у детей. 
Тем не менее, современные исследования коры головного мозга и нейробиологии, в целом, показывают низкую эффективность лечения, сводя многие положительные примеры к "ложной" амблиопии. Положительных тенденций при лечении у взрослых людей недостаточно для статистической выборки, как таковой.  